# Harrysmithia
Harrysmithia es un género con 2 especies perteneciente a la familia  Apiaceae, se encuentran en China.  Comprende 3 especies descritas y de estas solo 2 aceptadas.

## Taxonomía
El género fue descrito por  Karl Friedrich August Hermann Wolff y publicado en Acta Horti Gothoburgensis 2: 310. 1926. La especie tipo es: Harrysmithia heterophylla H.Wolff

## Especies seleccionadas
A continuación se brinda un listado de las especies del género Harrysmithia pendientes de ser aceptadas hasta julio de 2013, ordenadas alfabéticamente. Para cada una se indica el nombre binomial seguido del autor, abreviado según las convenciones y usos.

## Especies
| - Harrysmithia franchetii (M.Hiroe) M.L.Sheh - Harrysmithia heterophylla H.Wolff |